# Chromis sanctaehelenae
Chromis sanctaehelenae је зракоперка из реда Perciformes.

## Угроженост
Ова врста се сматра рањивом у погледу угрожености врсте од изумирања.

## Распрострањење
Ареал врсте је био ограничен на Свету Јелену.